# Smaliavichy
Smaliavichy (bielorruso: Смаляві́чы) o Smolevichi (ruso: Смолеви́чи) es una ciudad subdistrital de Bielorrusia, capital del distrito homónimo en la provincia de Minsk.
En 2023, la ciudad tenía una población de 21 820 habitantes.
Se ubica a medio camino entre la capital nacional Minsk y la ciudad subprovincial de Zhódino sobre la carretera P53.

## Historia
Se conoce la existencia del asentamiento desde 1448, cuando era un pueblo propiedad de la familia noble Dargaitis en el Gran Ducado de Lituania. En 1508 adoptó el estatus de miestelis. A lo largo del tiempo fue propiedad de las familias nobles Ostrogski, Radziwiłł, Sayn-Wittgenstein y Hohenlohe. En la partición de 1793 se integró en el Imperio ruso, que estableció aquí el centro administrativo de un vólost en el uyezd de Borísov. Se desarrolló como poblado ferroviario a partir de 1871, cuando se abrió aquí la estación ferroviaria "Wittgensteinau" en la línea de Minsk a Orsha. En 1918 se integró en la República Popular Bielorrusa, y posteriormente la RSS de Bielorrusia le dio el estatus de capital distrital en 1924 y el de asentamiento de tipo urbano en 1938, este último elevado al de ciudad subdistrital en 1968. En 2008 aumentó el tamaño de la ciudad al incorporar como barrios a los hasta entonces pueblos de Krynitsa, Rabý Slup y Uborki.

## Deportes
- FC Smolevichi